# 皱鞘天牛属
皱鞘天牛属（学名：Parapolytrechus）为天牛科的一个属。

## 下属物种
本属包括以下物种：
- 黄跗皱鞘天牛 Parapolytrechus flavotarsus Wang et Zheng[2]